# Burg Kemnathen
Die Burg Kemnathen ist eine abgegangene Niederungsburg in Kemnathen an der Stelle der Pfarrkirche St. Walburga; Kemnathen ist ein Gemeindeteil des oberpfälzischen Marktes Breitenbrunn im Landkreis Neumarkt in der Oberpfalz. Die Anlage wird als Bodendenkmal unter der Aktennummer D-3-6835-0110 als „mittelalterlicher Burgstall, archäologische Befunde des Mittelalters und der frühen Neuzeit im Bereich der Kath. Pfarrkirche St. Walburga in Kemnathen, darunter die Spuren von Vorgängerbauten bzw. älterer Bauphasen“ geführt.

## Geschichte

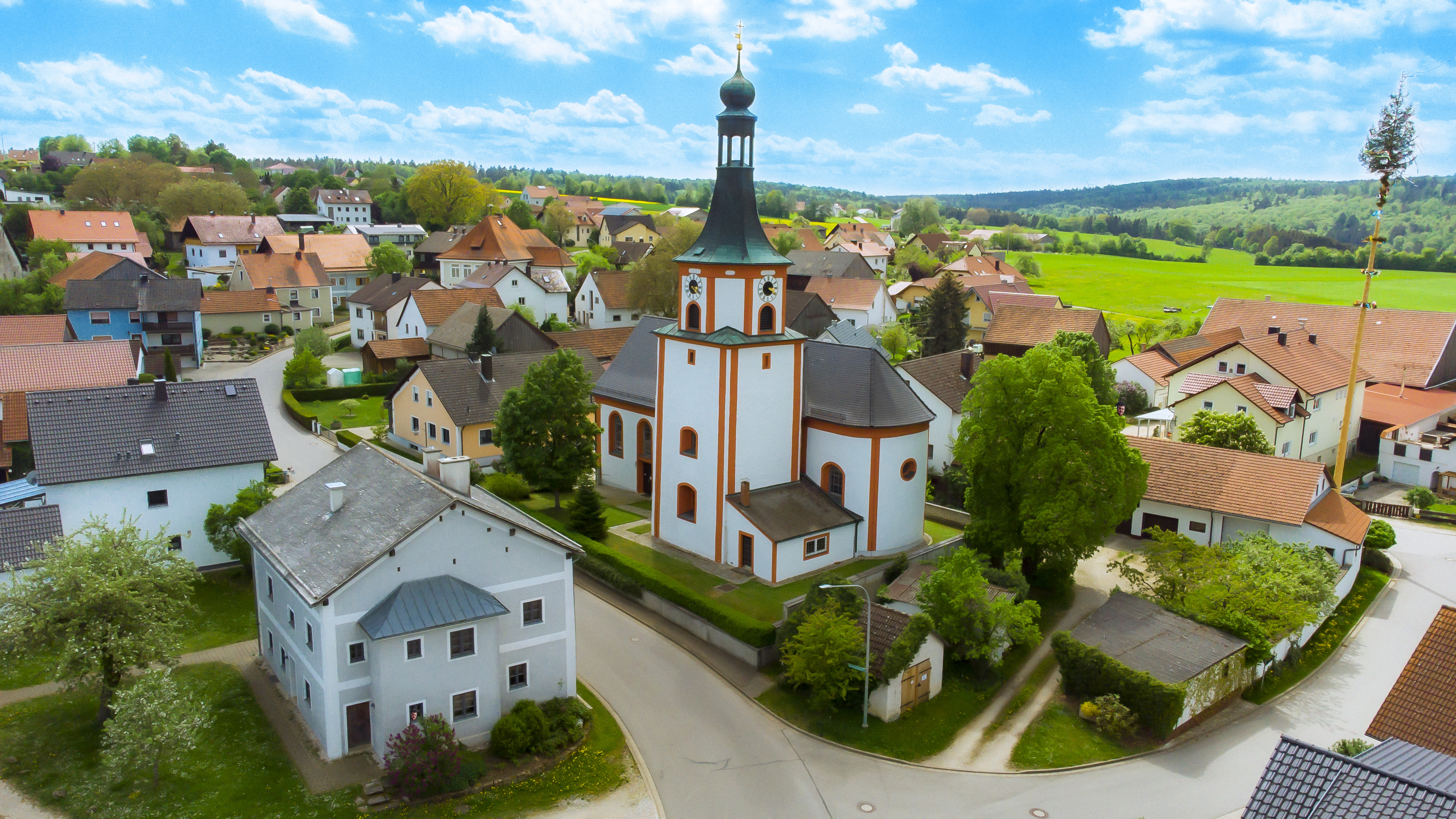
Kemnath mit Kirche und Friedhof (2022)

Die Burg war ein Ministerialensitz der Herren von Laaber; der adelige Besitz wird um 1140 erstmals genannt.

## Beschreibung

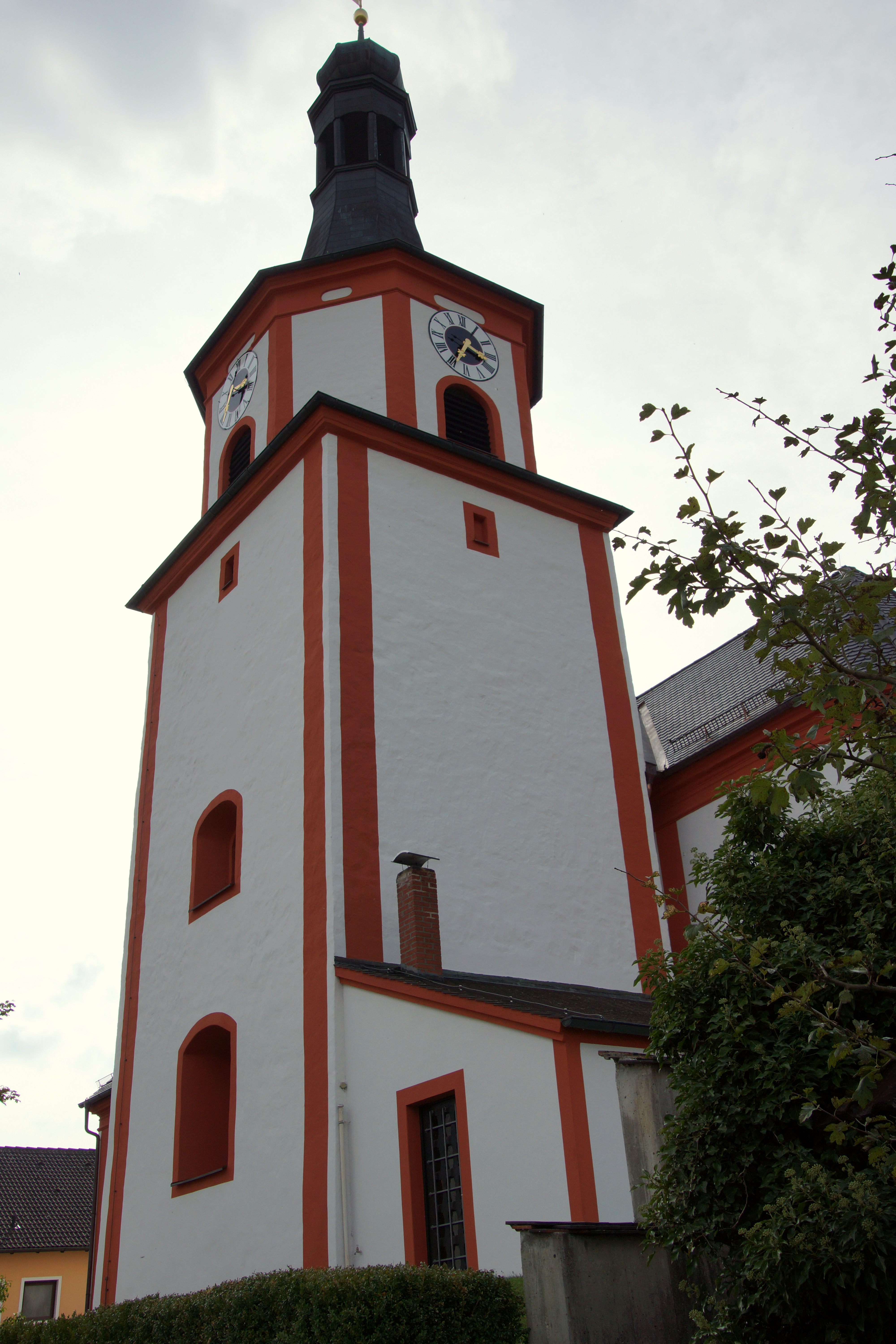
Kirchturm der Pfarrkirche St. Walburga in Kemnathen

An der Stelle der abgegangenen Burg steht heute die Pfarrkirche St. Walburga mit dem Friedhof; die Umfassungsmauer des heutigen Friedhofes ist vermutlich aus der Quadermauer der Burg errichtet worden. Der romanische Chorturm der Kirche verweist auf deren frühe Entstehungszeit und frühere Funktion als Burgkapelle.